# 马琳·莫斯特伦
马琳·莫斯特伦（瑞典語：Malin Moström，1975年8月1日—），瑞典女子足球运动员。她曾代表瑞典国家队参加1999年和2003年国际足联女子世界杯。她也曾参加2000年和2004年夏季奥林匹克运动会。